# Cagiva C590
La C590 è la motocicletta da competizione portata in gara dalla casa motociclistica Cagiva nel motomondiale 1990.

## Il contesto

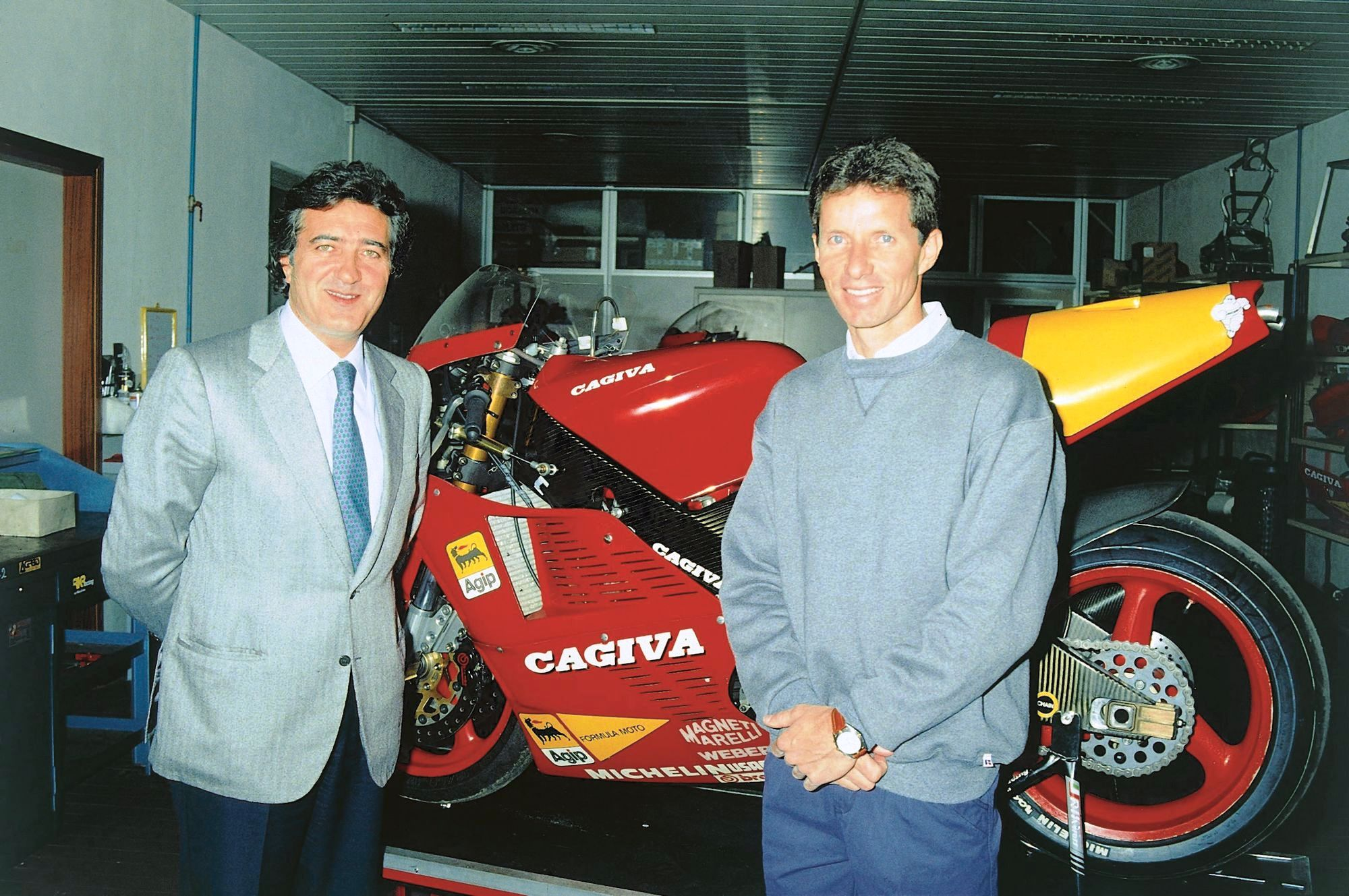
Da sinistra: Claudio Castiglioni ed Eddie Lawson con la C590 in versione full carbon usata nel Gran Premio di Cecoslovacchia 1990

La stagione 1990 vede la Cagiva schierare tre piloti ufficiali: Ron Haslam con il numero 8, Randy Mamola con il 18 e il giovane brasiliano Alex Barros con il 28. Alla fine del campionato il meglio piazzato sarà proprio il giovane Barros al 12º posto.
Rispetto alla precedente C589, la C590 vide l'apertura della carenatura nella parte posteriore-laterale mentre le prese del radiatore vennero aumentate con altre due più piccole disposte poco sotto. Ciò nonostante la moto non fu un grande passo avanti rispetto a quella dell'anno precedente; tanto è vero che verso la fine della stagione, più precisamente in occasione del Gran Premio di Cecoslovacchia, la Cagiva diede dimostrazione di grande reattività, presentando quella che venne definita da Motocourse come "la più bella 500 mai costruita", con telaio in carbonio realizzato dalla Ferrari Engineering e carenatura ricca di feritoie, affidata per l'occasione a Mamola.
La C590 full carbon però, pur essendo tecnologicamente interessante, si dimostrò troppo rigida e venne accantonata; la casa varesina non si presentò neppure alla partenza dell'ultima gara della stagione, la trasferta in occasione del Gran Premio d'Australia.